# Stolnica sv. Petra, York
York Minster je stolnica v Yorku v Angliji in je ena največjih te vrste v severni Evropi. Stolnica je sedež nadškofa Yorka in je drugi najvišji urad anglikanske cerkve in je stolnica v škofiji York. Vodi jo dekan in zbor kanonikov, v sodelovanju z dekanom Yorka. Formalni naslov York Minster je Stolnica in metropolitanska cerkev Svetega Petra v Yorku. Naziv minster pripisujejo cerkvi v anglosaškem obdobju z vlogo misijona poučevanja cerkva, sedaj služi kot častni naslov.
Stolnica ima zelo široko gotsko ladjo v decorated slogu in kapiteljsko dvorano, visokogotsko obliko in zgodnje angleško gotski severni in južni transept. Glavna ladja vsebuje Zahodno okno izdelano leta 1338, na vzhodnem koncu je veliko Vzhodno okno (končano 1408), največji srednjeveški vitraj na svetu. V severnem transeptu je okno Five Sisters (Pet sester), vsaka lanceta je visoka več kot 16 m. Južni transept vsebuje znano rozeto, medtem ko ima Zahodno okno znamenito obliko srca, pogovorno znano kot Heart of Yorkshire (srce Yorkshira). Stolnica ima tudi kapiteljsko dvorano. 

## Zgodovina
York je imel preverljivo prisotnost krščanstva že v 4. stoletju. Obstajajo pa posredni dokazi, ki kažejo, da je bilo krščanstvo prisotno tudi že prej. Tako Beda piše, da so misijonarje iz Rima poslali v Eleutherius na zahtevo poglavarja Lucija Britanskega v letu 180, da bi vzpostavil nasprotje vzhodnim in zahodnim obredom, ki so vznemirjali cerkev. Tradicija govori o 28 britanskih škofih, eden za vsako izmed večjih britanskih mest, nad katerimi predsedujejo nadškofje v Londonu, Yorku in Caerleon-on-Usku.
Prva zabeležena cerkev na mestu današnje stolnice je bil lesen objekt, zgrajen v naglici leta 627, da bi zagotovili prostor za krst Edvina, kralja Northumbrije. Dela na povečanju stavbe so se začela v 630-tih. Kamnita struktura je bila končana leta 637 pod kraljem Osvaldom iz Northumbrije in je bila posvečena sv. Petru. Cerkev je bila kmalu v slabem stanju in je bila v razpadajočem stanju že leta 670, ko jo je videl St. Wilfrid ob obisku Yorka. Dal jo je popraviti in obnoviti. Pripadajoča šola in knjižnica sta bili ustanovljeni v 8. stoletju in sta bili med najbolj pomembnimi v severni Evropi. 
Leta 741 je bila cerkev uničena v požaru. Obnovljena je bila v bolj impresivno strukturo, ki je vsebovala trideset oltarjev. Cerkev in celotno območje je šlo skozi roke številnih osvajalcev, njena zgodovina je nejasna vse do 10. stoletja. Prišla je serija benediktinskih nadškofov, vključno sveti Osvald, Wulfstan in Eldred, ki so potovali v Westminster na kronanje  Viljema Osvajalca leta 1066. Eldred je umrl leta 1069 in je bil v cerkvi tudi pokopan.
Cerkev je bila poškodovana leta 1069 v napadih Viljema Osvajalca na sever, a je prvi normanski nadškof, Thomas iz Bayeuxa, ki je prispel leta 1070, organiziral popravilo. Danci so uničili cerkev leta 1075, a so jo spet obnovili leta 1080. Zgrajena v normanskem slogu, je bila 111 m dolga in oblikovana v belih in rdečih črtah. Nova struktura je bila poškodovana v požaru leta 1137, vendar so jo kmalu popravili. Kor in kripta sta bila predelana leta 1154, zgrajena je bila tudi nova kapelica, vse v normanskem slogu.
Gotika je prišla v stolnico v sredini 12. stoletja. Walter de Gray je postal nadškof leta 1215 in odredil gradnjo gotske stavbe podobno kot v Canterburyju. Gradnja se je začela leta 1220. Severni in južni transept sta bila prvi novi strukturi, zaključeni v 1250-tih, oba zgrajena v slogu zgodnje angleške gotike, vendar izrazito višjih sten. Osrednji stolp z lesenim zvonikom je bil končan istočasno. Gradnja se je nadaljevala v 15. stoletju.
Kapiteljska dvorana se je začela graditi v 1260-tih in je bila končana pred letom 1296. Široka ladja je bila zgrajena v 1280-tih na normanskih temeljih. Streha je bila zaključena v 1330-tih, obokanje pa ni bilo končano do leta 1360. Dela so se nato preselila na vzhodni krak in kapele, z zadnjo normansko strukturo, korom, ki se je porušil v 1390-tih. Dela so končali okoli leta 1405. V letu 1407 se je porušil osrednji stolp; slopi so bili nato okrepljeni in nov stolp zgrajen do leta 1420. Med letoma 1433 in 1472 so dodali zahodni stolp. Stolnica je bila razglašena za popolno in posvečena leta 1472.
Angleška reformacija je privedla do plenjenja mnogih zakladov in izgubo veliko cerkvenih posesti. Pod Elizabeto I. so iz stolnice odstranili vse ostanke rimskega katolicizma; veliko oken, oltarjev in grobov je bilo uničenih. V angleški državljanski vojni je bilo mesto York oblegano in je leta 1644 padlo v roke silam Cromwella, vendar je Thomas Fairfax preprečil vsako nadaljnjo škodo na stolnici.
Po umiritvi verskih napetosti so opravili nekaj del na obnovi. Med letoma 1730 - 1736 je bilo ponovno narejeno celo nadstropje stolnice iz vzorčastega marmorja, od leta 1802 pa se je začela velika obnova. 2. februarja 1829 je požig nekonformističnega Jonathana Martina povzročil veliko škodo na vzhodnem kraku.  Naključni požar leta 1840 je obšel ladjo, jugozahodni stolp in južni hodnik odkril in počrnil lupine. Stolnica je zabredla v dolgove in tako so bila leta 1850 dela prekinjena. Od leta 1858 dalje je Augustus Duncome uspešno delal na oživitvi stolnice.
V 20. stoletju je bilo delo na ohranitvi bolj usklajeno, še posebej po raziskavi stavbe 1967, ki je pokazala, da je zlasti osrednji stolp blizu propada. 2.000.000 £ je bilo porabljeno leta 1972 za okrepitev gradbenih temeljev in strehe. Med izkopavanji, ki so bila izvedena, so pod južnim transeptom našli rimski Principia (sedež rimske utrdbe, Eboracum). To območje, kot tudi ostanki normanske stolnice so bili ponovno odprti za javnost spomladi 2013 kot del nove razstave, ki kaže zgodovino stavbe York Minster.
9. julija 1984 je požar, ki je bil posledica udara strele, uničil streho na južni prečni ladji in za popravila so porabili okrog 2.500.000 £. Restavratorska dela so bila končana leta 1988, vključili so tudi nove sklepnike. V letu 2007 se je začela prenova na vzhodni fasadi, vključno z Velikim vzhodnim oknom, predvideni strošek je 23 milijonov funtov. 
V letu 2000, je dekan in kanonik dovolil predvajati slavni York Mystery, ki ga je režiral Greg Doran. (povezava na stran s fotografijami iz te predstave, ki je potekala v Državnem centru za staro glasbo. )

## Arhitektura sedanje stavbe
York Minster je druga največja gotska stolnica v severni Evropi in jasno kaže razvoj angleške gotske arhitekture iz zgodnjega obdobja vse do sloga perpendicular ali paličastega sloga. Sedanja stavba se je začela graditi okoli leta 1230 in se je zaključila leta 1472. Ima tloris latinskega križa z osmerokotno kapiteljsko dvorano, ki je pritrjena na severno prečno ladjo, osrednji stolp in dva stolpa na zahodni strani. Kamen uporabljen za gradnjo je magnezijev apnenec, kremno bele barve, ki je bil pridobljen v bližini Tadcastra. Stolnica je 158 m dolga, vsak stolp je 61 m visok. Kor ima notranjo višino 31 m.
Severna in južna prečna ladja (transept) sta bili prvi zgrajeni del nove cerkve. Imata preprosta lancetna okna, najbolj znano je okno imenovano Pet sester v severni prečni ladji. Ima pet lancet, vsaka je visoka 16 m in zastekljena s sivim slikanim steklom, namesto pripovednih scen ali simbolnih motivov, ki so običajni v srednjeveških vitražih. V južni prečni ladji je znano okno rozeta, katerega steklo datira v približno leto 1500 in obeležuje združitev kraljevih rodbin York in Lancaster. Strehi transeptov sta iz lesa, ki je v južni prečni ladji zgorela v požaru leta 1984 in je bila zamenjana v restavratorskih delih, ki so bila končana leta 1988. Na novo so bili oblikovani sklepniki, od katerih jih je pet oblikovano od zmagovalcev natečaja, ki ga je organiziral televizijski program BBC.
Dela na kapiteljski dvorani in njeni veži, ki jo povezuje s severno prečno ladjo so se začela, ko sta bili končani prečni ladji. Slog kapiteljske dvorane je iz zgodnjega dekorativnega obdobja (decorated slog), kjer so bili uporabljeni geometrični vzorci v oknih s krogovičjem, ki so širši od tistih v zgodnjem obdobju. Dela so bila zaključena pred pojavom krivulje ogee (oslovski hrbet - je v obliki črke S z dvojno krivino, ki je bila v veliki meri uporabljena na koncu tega obdobja). Okna pokrivajo skoraj vse zgornje stene prostora, kar dela dvorano svetlo. Kapiteljska dvorana je osmerokotna, kot je to primer v mnogih stolnicah, vendar je znana po tem, da nima srednjega stebra, ki bi podpiral streho. Lesen strop, ki je bil inovativno oblikovan, je dovolj lahek, da je lahko oprt na stene. Dvorana ima nad zgornjimi nadstreški veliko kipov glav, kar predstavlja najboljše gotsko kiparstvo v državi. Predstavljajo človeške glave od katerih si niti dve nista podobni, nekatere imajo razvlečene obraze, angele, živali in groteske. Posebnost dvorane je uporaba Purbeck marmorja, ki krasi baldahine in bogati dekoracijo.
Glavna ladja je bila zgrajena med letoma 1291 in okoli 1350 in je tudi v dekorativnem gotskem slogu. To je najširša gotska ladja v Angliji in ima leseno streho (pobarvana je tako, da se zdi kot da je kamnita), stranski ladji sta obokani. Na zahodnem koncu je Veliko vzhodno okno, znano kot Srce Yorkshira, ki ima krogovičje iz pozne decorated gotike.
Vzhodni del stolnice je bil zgrajen med letoma 1361 in 1405 v gotskem perpendicular slogu. Kljub spremembam v slogu, opaznih v podrobnostih, kot so krogovičje in kapiteli, vzhodni krak ohranja vzorec ladje. Vzhodni del vsebuje štiri dele kora; drugi sklop ladij ima le polovično višino in Marijino kapelo (Lady Chapel). Ladje so v liniji z oltarjem in služijo kot osvetlitev nanj. Za oltarjem je Veliko vzhodno okno, največji srednjeveški vitraj na svetu, ki je bilo v postopku restavriranja, in naj bi bilo dokončano leta 2015-16. Pod oknom je postavljena kupola iz nerjavečega jekla, ki je bila odprta konec oktobra 2012, in vsebuje pet ohranjenih plošč iz okna, od katerih se ena spremeni vsak mesec. Kupola omogoča obiskovalcem, da vidijo delo znamenitega srednjeveškega umetnika Johna Thorntona od blizu in kaže izjemne podrobnosti v vsaki plošči.
Okrašen Glavni stolp je bil zgrajen med letoma 1407 in 1472 v perpendicular slogu. Pod njim se loči kor od križišča ladij s presenetljivo korno pregrado - »pregrado kraljev« iz 15. stoletja. Vsebuje skulpture angleških kraljev od Viljema Osvajalca do Henrika VI. iz kamna in pozlačenimi nadstreški z rdečim ozadjem. Nad pregrado so orgle, ki datirajo v leto 1832. Zahodna stolpa sta, v nasprotju z osrednjim stolpom, zelo dekorirana in se zlijeta z zidom, vseh osem fial je spet v perpendicular slogu.

### Vitraži
York kot celota, zlasti pa stolnica, imajo dolgo tradicijo oblikovanja lepih vitrajev. Nekateri segajo v 12. stoletje. Iz zapisov izhaja, da je veliko stekla (belega ali barvnega) prišlo iz Nemčije. Ob prihodu v York je bilo zapleteno pobarvano, kaljeno in potem zastekljeno skupaj s svincem na oknih. 23 m visoko Veliko vzhodno okno je ustvaril John Thornton v začetku 15. stoletja in je največji srednjeveški vitraj na svetu. Druga pomembna okna v stolnici so okrašena rozeta in 15 m visoko okno Pet sester. Zaradi daljših časovnih obdobij, v katerih je bilo nameščeno steklo, so vidne v različnih oknih različne vrste zasteklitev in slikarskih tehnik, ki so se razvijale več kot sto let. Približno dva milijona posameznih kosov stekla je vgrajenega v 128 vitrajev. Veliko stekla je bilo odstranjenega pred in spet vrnjenega po prvi in drugi svetovni vojni. Okna se nenehno čistijo in vzdržujejo, da bi ohranila svojo lepoto.
V letu 2008 se je začel pomemben projekt za ohranjanje Velikega vzhodnega okna, ki obsega odstranitev, kleparska dela in ponovno izdelavo vsake posamezne plošče. Medtem ko je bilo okno v skladišču na dvorišču stolnice, je  30. decembra 2009 izbruhnil požar v neki sosednji pisarni, zaradi električne okvare. 311 plošč, ki so bile shranjene v sosednjem prostoru, je bilo nepoškodovanih in so bile uspešno preseljene na varno. 

### Stolpi in zvoniki
Dva zahodna stolpa stolnice imata zvonove in uro, ki bije. Severozahodni stolp ima zvon Velikega Petra (216 CWT ali 10,8 ton) in šest ur z zvonovi (največji tehta nekaj več kot 60 CWT ali 3 tone). Jugozahodni stolp ima 14 zvonov (tenor 59 CWT ali 3 tone) različnih intonacij in 22 kariljon zvonov (tenorskih 23 CWT ali 1,2 tone), na katere se je igra z batom tipkovnice v komori (skupaj 35 zvonov).
Ura bije vsake četrt ure podnevi, Veliki Peter bije na celo uro. Menjave tonov zvonov so redne ob nedeljah pred cerkveno službo in ob drugih priložnostih. York Minster je postal prva stolnica v Angliji, da ima kariljon zvonove, štiriindvajset malih zvončkov, ki so jih dobili 4. aprila 2008. Dodani so k obstoječim Nelson Chime, ki bijejo okoli 5:00 popoldan in dajejo skupaj s 35 kariljon zvonovi tri kromatične oktave. Novi zvonovi so bili izdelani v livarni Loughborough Bell Foundry of Taylors, Eayre & Smith in stolnici podarjeni.

### Relikvije
Ko je bil sveti Tomaž Becket umorjen in pozneje pokopan v Canterburyju, se je York znašel brez večjih tekmecev za romarje. Natančneje, romarji porabijo denar in pustijo darila za podporo stolnici. Zato je Walter de Gray, ki ga je kralj podprl, napisal peticijo papežu. 18. marca 1226 je papež Honorij III. izdal pismo o tem, da je ime William (Fitzherbert), nekdanji nadškof Yorka, »vpisano v katalog svetnikov«. Tako se je zdaj imenoval sv. Viljem Yorkški (čigar ime je morda bolj pogosto povezano s sosednjim kolidžem St. Williama). York je imel svojega svetnika, vendar je trajalo do leta 1279, ko je bil William de Wickwane izvoljen za nadškofa, da so ostanke kanoniziranega Williama prenesli v svetišče, pripravljeno za oltarjem. 29. decembra je kralj Edward I., skupaj s prisotnimi škofi, prenesel relikvije v novo počivališče, stroške pa je plačal Anthony Beck, posvečen isti dan kot škof Durhama.
Grobnica Walterja de Graya je bil postavljena v južni prečni ladji. Njegove posmrtne ostanke so pokopali na »binkošti leta 1255« pod njegovo podobo vklesano iz Purbeck marmorja, kako se pod baldahinom naslanja na deset lahkih stebrov. Kasneje je bil nekoliko skrit za zaslon.

## Orgle
Prvotne orgle je uničil ogenj leta 1829, sedanje, ki jih je izdelal Elliot and Hill so iz leta 1832. Te orgle so bile obnovljene leta 1859 (izvajalec del William Hill and Sons). Zunanjost je ostala nedotaknjena, mehanski del pa je nov, ohranjene so tudi največje cevi nekdanjega instrumenta.
Leta 1903 so J.W. Walker and Sons zgradili nove v isti okvir. Ohranili so več registrov iz prejšnjih orgel.
Nekaj dela je bilo opravljeno leta 1918 (Harrison & Harrison), ko sta bila dodana slavna Tuba Mirabilis in Veliki zbor. Leta 1931 so dodali novo konzolo in elektro-pnevmatski del, skupaj s štirimi novimi registri. Manjše solo tube so bile zaprte v posebnem boksu. Leta 1960 so J.W. Walker & Sons obnovlili orgle, znižali pritiske pihanja, uvedli mutacije in višji zborovski del v duhu neoklasicističnega gibanja. Orgle so očistili leta 1982.
Ogenj iz leta 1984 je vplival na orgle, vendar ne nepopravljivo; večja obnova, ki se je začela leta 1991 in se končala dve leti kasneje, je potekala pod vodstvom ustanovitelja Principal Pipe Organs of York, Geoffreya Coffina, ki je bil nekoč asistent organist v stolnici.

## Astronomska ura
Astronomska ura je bila nameščena v severni prečni ladji stolnice v Yorku leta 1955. Ura je spomenik letalcem, ki so delovali iz oporišč v Yorkshiru, grofiji Durham in Northumberland in so bili ubiti v bojih med drugo svetovno vojno.

## Galerija
- Pogled na zahodna stolpa
- Jugozahodni del
- Jugozahodni stolp
- Pogled v kapiteljsko dvorano
- Hrastova vrata na zahodni fasadi
- Zahodni vhod s podobo sv. Petra in svetniki
- Kamnite rezbarije nad vrati
- Notranjost zahodne ladje
- Vitražno okno prikazuje družinsko drevo Jezusa Kristusa
- Vitražno okno prikazuje kralja Salomona
- Notranji pogled na rozeto na južni fasadi
- Notranost centralnega stolpa, pogled navzgor
- Detajl fasade
- Glavna ladja
- Grobnica Walterja de Graya, nadškofa Yorka